# بوهدان ویوننیک
بوهدان ویوننیک (اوکراینی: Богдан Сергійович В'юнник؛ زادهٔ ۲۱ مهٔ ۲۰۰۲) بازیکن فوتبال اهل اوکراین است.
وی همچنین در تیم‌های ملی فوتبال Ukraine national under-17 football team و زیر ۲۱ سال اوکراین بازی کرده‌است.